# واکسول کارلتن

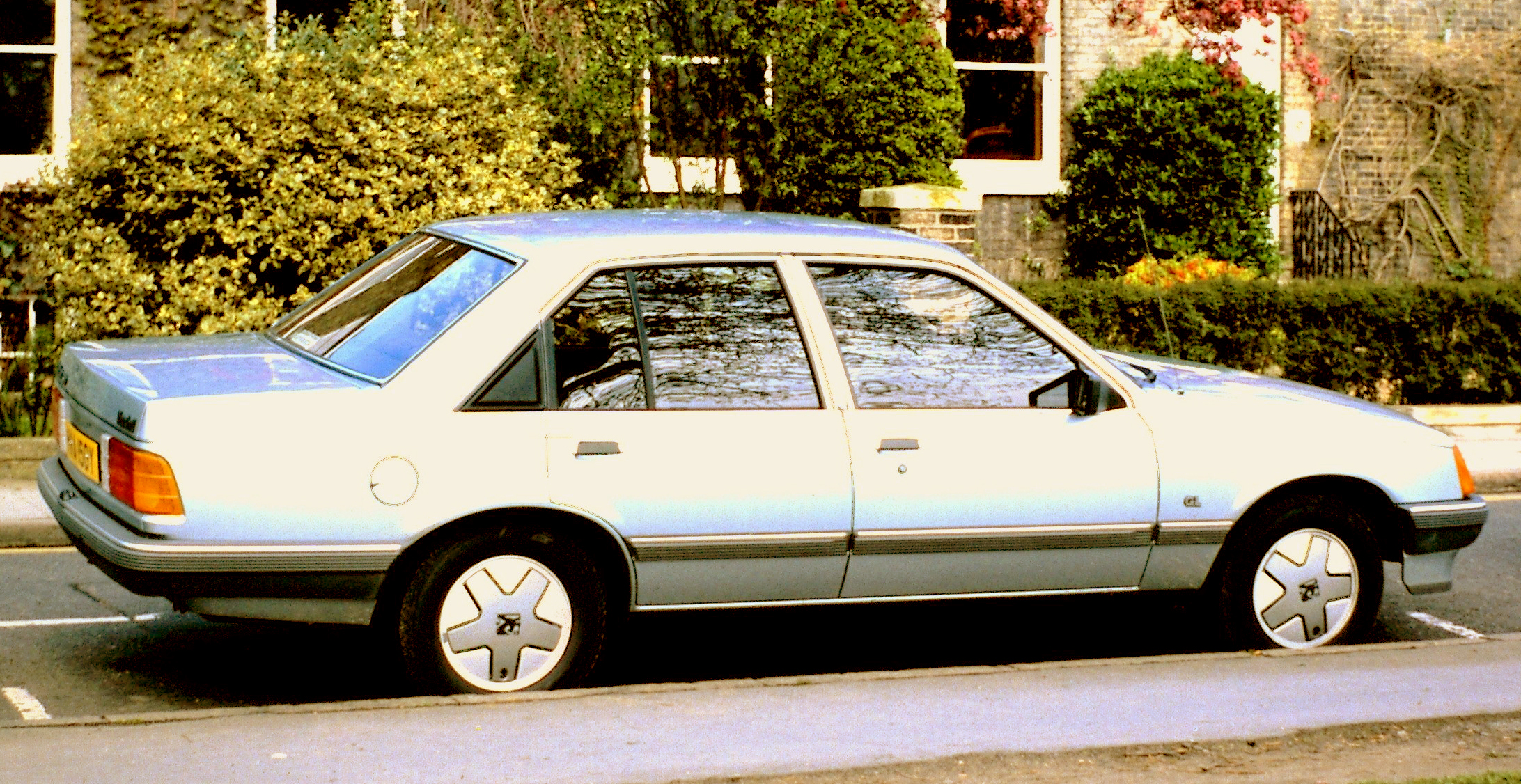

واکسول کارلتن (Vauxhall Carlton) خودرویی است که در سال‌های ۱۹۷۸–۹۴تولید شده‌است. طراحی آن خودروهای موتور جلو-محور عقب بوده است.